# Chicago and Eastern Illinois Railroad
Le Chicago and Eastern Illinois Railroad (sigle AAR: CEI) était un chemin de fer américain de classe I qui reliait Chicago au sud de l'Illinois, St. Louis, et Evansville. Fondé en 1877, il se développa de façon agressive et resta relativement fort durant la Grande Dépression, et les deux guerres mondiales. Il fut racheté par le Missouri Pacific Railroad (MP, ou MoPac) et le Louisville and Nashville Railroad (L&N). Le MoPac fusionna le C&EI en 1976, et fut à son tour racheté par l'Union Pacific Railroad en 1982.

## Les origines

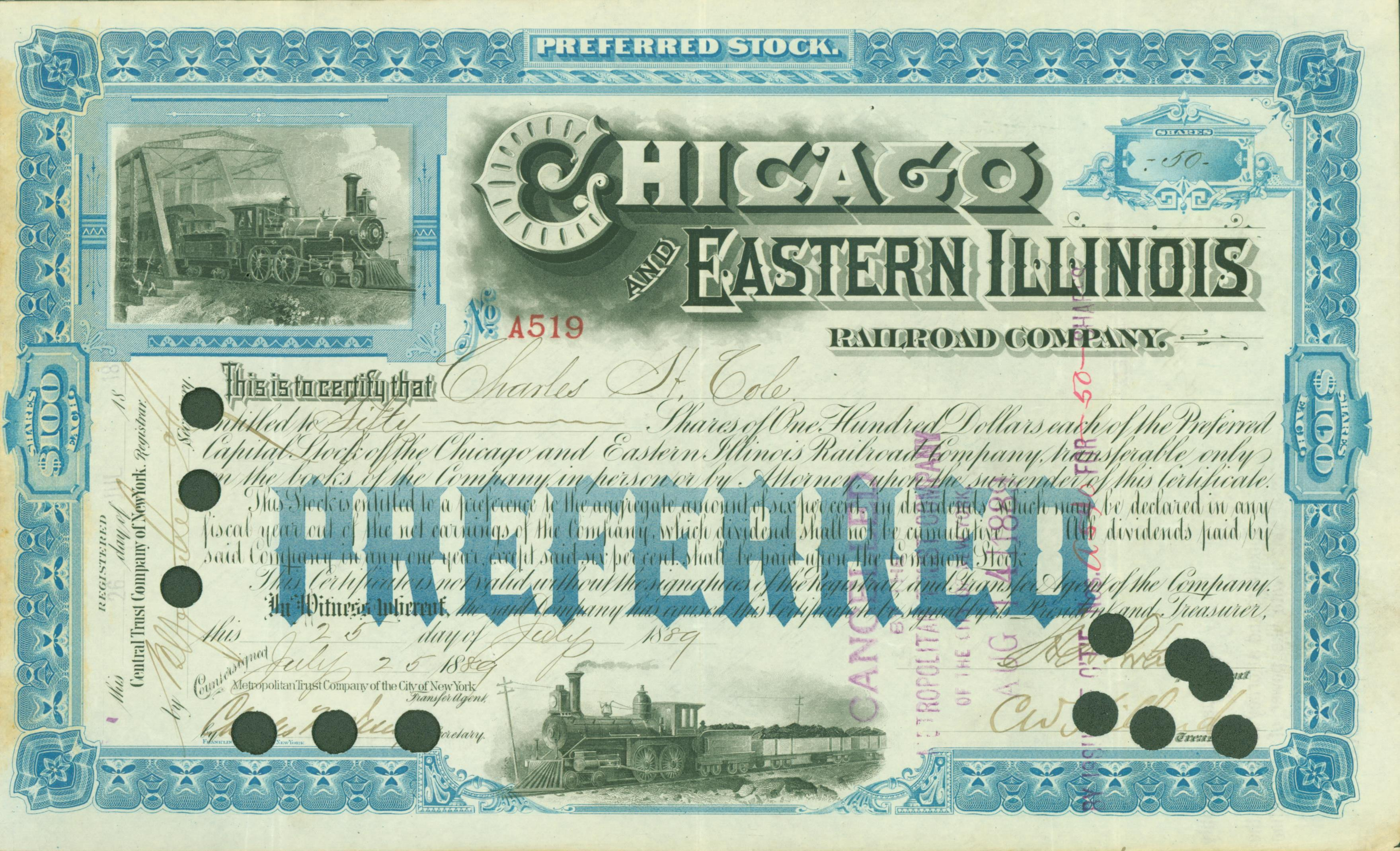
Action de la Chicago and Eastern Illinois Railroad Company en date du 25 juillet 1889.

Le C&EI vit le jour en 1877 à la suite de la consolidation de trois compagnies: 
- le Chicago, Danville and Vincennes Railroad (1871) reliant Chicago et Danville,
- l'Evansville, Terre Haute and Chicago Railroad (1871) reliant Danville à Terre Haute
- et l'Evansville, and Terre Haute Railroad (1854) reliant Terre Haute à Evansville.

Par achat et fusion de lignes situées entre le sud de Chicago et Terre Haute, Indiana via Danville, comme le Danville and Grape Creek, le C&EI avait en 1890 une ligne principale en forme de « wish bone » reliant Chicago-Evansville et Chicago-St. Louis. 
Le management du C&EI ainsi que celui du Chicago and Indiana Coal Railway (C&IC ou"the Coal Road") furent réunis, puis finalement une connexion fut construite entre les 2 compagnies, reliant Momence (C&EI) à Goodland (C&IC) dans l'Indiana. En 1894, le C&EI fusionna le C&IC. Le C&EI poursuivit sa croissance vigoureuse et finit par obtenir beaucoup d'embranchements importants desservant des mines de charbon dans le sud de l'Illinois et l'ouest de l'Indiana. 

## Les turbulences du début duXXesiècle
À partir de 1902, il fut contrôlé par le St. Louis-San Francisco Railway (ou Frisco)  , mais continua à se développer; il réalisa une première connexion entre les 2 compagnies à Pana, Illinois, puis il prolongea sa ligne jusqu'à Evansville permettant une connexion avec le fleuve Ohio. Cependant en 1913, le St. Louis-San Francisco Railway (ou Frisco)   en proie à des problèmes financiers, finit par faire faillite et le C&EI retrouva son indépendance en 1920. Il se désengagea de plusieurs de ses lignes dont le "Coal Road" (qui devint Chicago, Attica & Southern Railroad). Durement éprouvé par la Grande Dépression, le C&EI fit faillite en 1933, puis réapparut juste avant la seconde guerre mondiale en 1940. 
En 1945 un nouveau sigle fut adopté: un ovale avec le slogan The Chicago Lines et les mots "speed" et "service". En 1949 il diésélisa son parc avec des engins à la livree orange et bleue. Le C&EI recommença à développer son réseau, et finit par revenir à St. Louis en 1954.  

## Une filiale de l'UP et de CSX
Dans les années 60 le C&EI devint  filiale du Missouri Pacific Railroad (MoPac) et du Louisville and Nashville Railroad (L&N). Grâce à une exploitation commune des trains de voyageurs avec le L&N, Chicago était relié à Atlanta, La Nouvelle-Orléans, et d'autres villes du sud-est. Le C&EI fut absorbé totalement le 15 octobre 1976 par le MoPac (MP) lequel fut à son tour racheté par l'Union Pacific Railroad (UP) le 22 décembre 1982; ce dernier attendra 1997 pour enfin fusionner le MoPac.
De nos jours le C&EI est toujours une filiale de l'UP via l'ex MoPac, et de CSX via l'ex L&N.

## Le service voyageur
Le C&EI exploita de nombreux streamliners. Ses propres trains, comme le Meadowlark (Chicago – Cypress, dans le sud de l'Illinois) et le Whippoorwill (Chicago – Evansville), eurent une existence limitée. 
Le C&EI assura l'acheminement du Humming Bird et du Georgian du Louisville and Nashville Railroad entre Chicago et Evansville. 
Le C&EI participa aussi dans le service voyageur entre Chicago et la Floride sur la "Dixie Route", avec des trains comme le Dixie Flager du L&N (en partenariat avec le Florida East Coast Railway), le Dixiana, le Dixie Limited, le Dixie Flyer, et le Dixie Mail.
Les chemins de fer collaborant sur la Dixie Route pour leurs services voyageurs étaient composés par le C&EI, le Louisville and Nashville Railroad, le Nashville, Chattanooga and St. Louis Railway, le Central of Georgia Railway, l'Atlantic Coast Line Railroad, et le Florida East Coast Railway.